# Hartmut Fueß
Hartmut Fueß (* 9. Juni 1941 in Wiesbaden) ist ein deutscher Materialwissenschaftler und Kristallograph und Hochschullehrer der TU Darmstadt im Ruhestand.

## Leben
Hartmut Fueß studierte Chemie an der TH Darmstadt mit dem Diplom 1965 (und an der Universität Grenoble mit dem Diplom 1964) und wurde 1968 in Darmstadt promoviert und war danach bis 1975 am Institut Laue-Langevin in Grenoble. 1975 wurde er Professor für Kristallographie an der Universität Frankfurt (1980 bis 1987 war er dort Direktor des Instituts für Kristallographie) und 1989 Professor für Materialwissenschaften an der TH Darmstadt an der ersten eigenständigen Fakultät dieses Fachs. 1990 bis 1993 war er Dekan des Fachbereichs Materialwissenschaften und 1999 bis 2005 Dekan der Fakultät für Material- und Geowissenschaften. Er war Gastprofessor in Oxford und Toulouse. 1995, 1999 und 2003/04 war er Fellow der Japan Society for the Promotion of Science. Im Jahr 2008 trat Wolfgang Donner Fueß' Nachfolge an.
Der Schwerpunkt seiner wissenschaftlichen Arbeit liegt in der Erforschung von Struktur und Eigenschaften von Festkörpern mit Neutronen und Synchrotronstrahlung. So war er in Grenoble an der Entwicklung von Geräten für Pulver- und Einkristalldiffraktometrie beteiligt und setzte später das Konzept des Neutronenpulverdiffraktometers zur in-situ-Messung katalytischer Prozesse um. Er untersuchte unter anderem die chemische Bindung in Kristallen, den Magnetismus von Oxiden, Metallen und Legierungen, die Struktur und Dynamik bei Phasenübergängen, die Wirkungs- und Ermüdungsmechanismen in ferroelektrischen Aktuatoren, die Synthese neuer Oxide und die Struktur und Dynamik organischer Moleküle in Zeolithen.
Insgesamt betreute Fueß in Frankfurt und Darmstadt die Promotion von über 100 Doktoranden.
Seit 1990 war er Mitglied der Redaktion der Zeitschrift für Kristallographie.

## Ehrungen
- 1998: Premio Alexander von Humboldt–José Celestino Mutis, Spanien[1]
- 1991: Humboldt-Forschungspreis, Frankreich[1]
- 2002: Ehrenprofessor der Nationaluniversität der Mongolei, Ulaan Baatar[1]
- 2003: Ehrendoktor der Slowakischen Technischen Universität Bratislava (Slowakei)[7]
- 2010: Ehrenmitglied der Deutschen Gesellschaft für Kristallographie[8]
- 2012: Max-Perutz-Preis der European Crystallographic Association[9]
- 2013: Ehrendoktor der Universität Vilnius (Litauen)[10]
- 2014: Officier dans l’Ordre des Palmes Académiques[11]
- 2016: Carl-Hermann-Medaille für „Verdienste auf dem Gebiet der materialwissenschaftlichen Kristallographie und sein Engagement für den Einsatz von Synchrotron- und Neutronenstrahlung in der kristallographischen Forschung“.[12]
- 2019: Ehrendoktor der Universität Sfax (Tunesien)[13]
- 2019: Ehrendoktor der Universität Ankara (Türkei)[13]